# 1817 w polityce

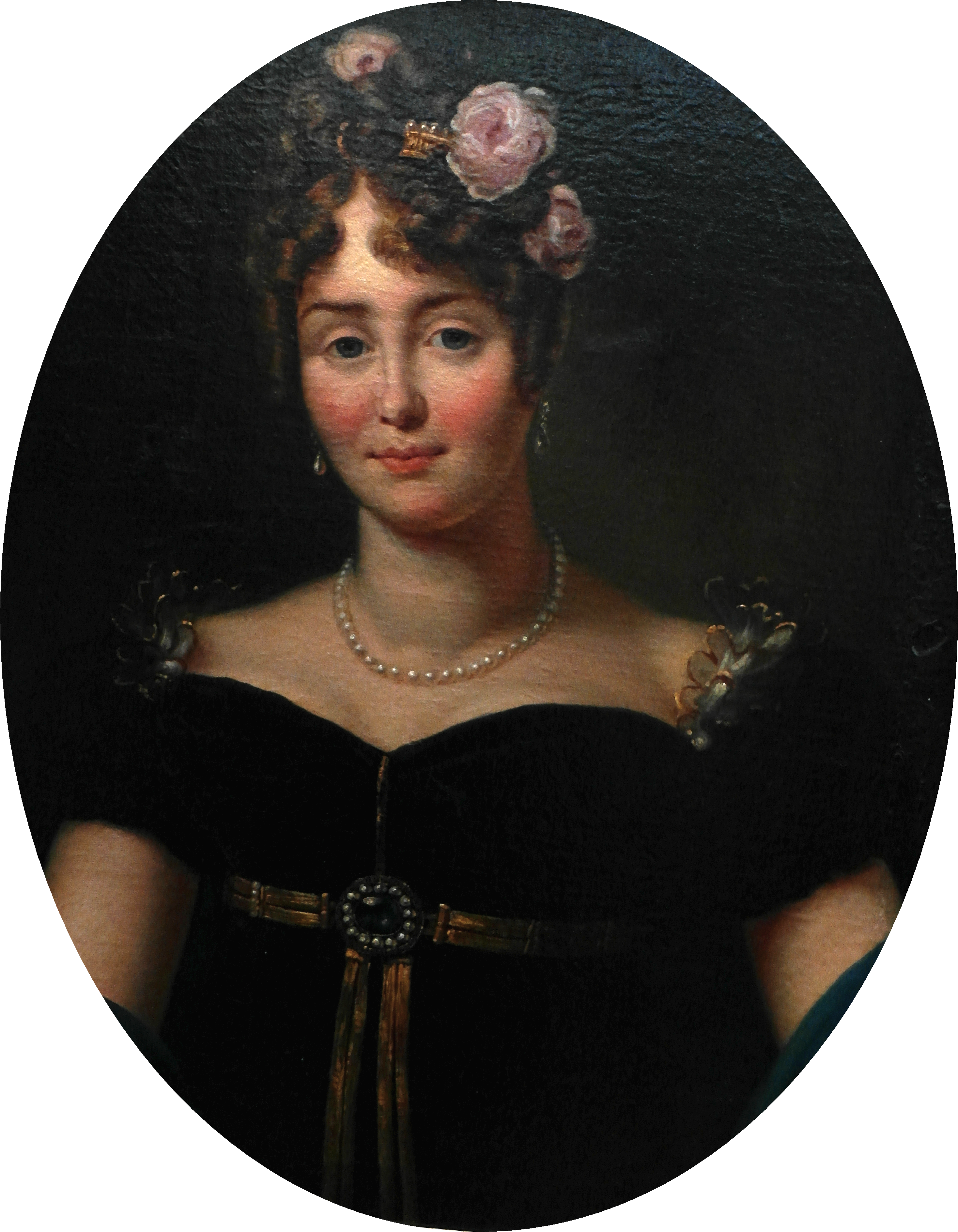
François Gérard, Portret Marii Walewskiej

Wydarzenia polityczne w 1817 roku.

## Wydarzenia
- Missisipi zostało 20 stanem Stanów Zjednoczonych[1].
- James Monroe został zaprzysiężony na urząd prezydenta USA[2][3].

## Urodzili się
- Wilhelm III Holenderski, król Holandii i wielki książę Luksemburga[4].

## Zmarli
- 11 grudnia Maria Walewska, kochanka Napoleona Bonapartego[5].